# Nowa Szwabia

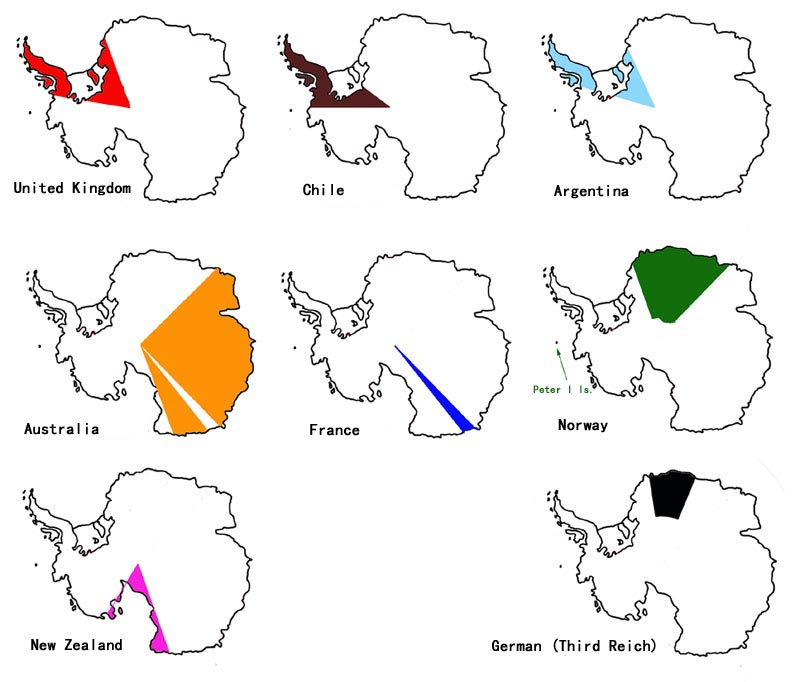
Roszczenia terytorialne na Antarktydzie – teren Nowej Szwabii zaznaczony na prawej mapie w dolnym rzędzie

Nowa Szwabia (niem. Neuschwabenland) – terytorium na Antarktydzie, zajmujące ok. 600 000 km², będące przedmiotem roszczeń III Rzeszy między 19 stycznia 1939 a 8 maja 1945. Jego granice rozciągały się od 20°E, do 10°W (a więc znajdowało się ono wewnątrz Ziemi Królowej Maud – części Antarktydy, która jeszcze przed wysunięciem roszczeń przez Niemcy została uznana przez Norwegię za terytorium jej podległe). Nazwa pochodzi od regionu w Niemczech – Szwabii.

## Niemieckie ekspedycje na Antarktydę
Jak wiele innych krajów, również Niemcy wysyłały swe ekspedycje na Antarktydę. Pierwsza (1901–1903), pod wodzą prof. Ericha von Drygalskiego odkryła Ziemię Wilhelma II (nazwaną tak na cześć niemieckiego cesarza Wilhelma, fundatora wyprawy). Podczas niej po raz pierwszy użyto balonu nad Antarktydą.
Celem drugiej niemieckiej ekspedycji (1911–1912) pod wodzą Wilhelma Filchnera, było sprawdzenie, czy Antarktyda jest jednolitą połacią lądu. Zamiar ten się nie powiódł, ekspedycja dokonała za to odkrycia Wybrzeża Luitpolda.

## Trzecia ekspedycja

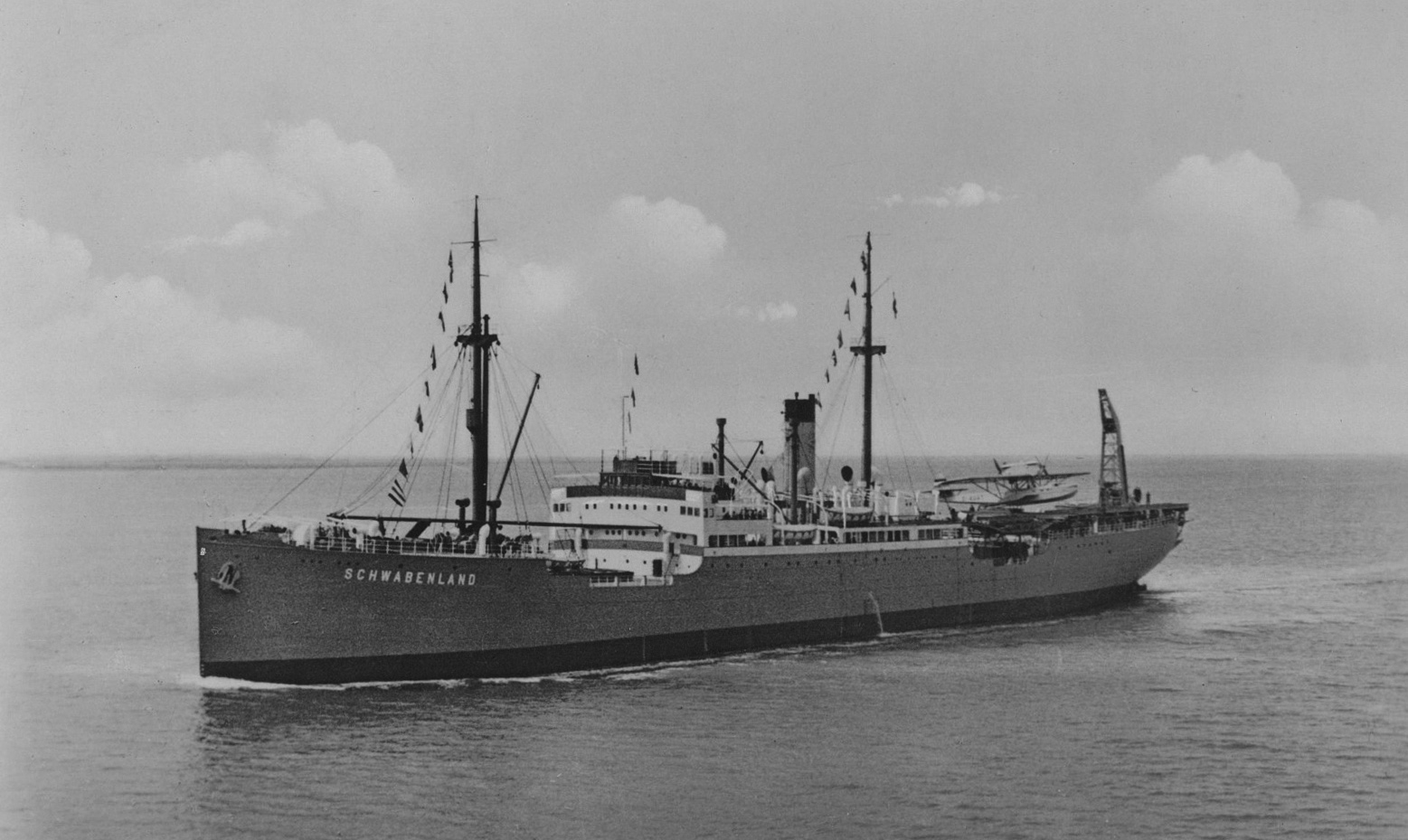
MS „Schwabenland” w 1938

Głównym celem trzeciej niemieckiej ekspedycji (1938–1939) pod wodzą Alfreda Ritschera (1879–1963) było znalezienie i zabezpieczenie terenu na Antarktydzie, na którym można by stworzyć stację wielorybniczą. Tran wielorybi był wówczas w Niemczech głównym surowcem służącym do produkcji margaryny i mydła. Trzecia Rzesza była jednym z najważniejszych importerów norweskiego tranu, kupując rocznie ok. 200 000 ton tego surowca.
17 grudnia 1938 ekspedycja wyruszyła z Hamburga w kierunku Antarktydy. Na pokładzie frachtowca „Schwabenland” znajdowało się 57 osób, w tym 24 członków załogi. W styczniu 1939 statek przybił do części Antarktydy, która już od 1938 uznawana była przez Norwegię za jej terytorium (Ziemia Królowej Maud). Dwa samoloty Dornier Wal nazwane Passat i Boreas wykonały łącznie piętnaście lotów nad terenem mającym wynosić ok. 600 000 km² (według niektórych źródeł – o połowę mniejszym), robiąc ponad 11 000 fotografii lotniczych.
Dla potwierdzenia niemieckiego roszczenia wobec tego terenu, nazwanego Nową Szwabią, rozmieszczono trzy flagi III Rzeszy wzdłuż wybrzeża, trzynaście następnych zrzucono z powietrza w głębi lądu. Badacze, podróżując wzdłuż linii brzegowej odnotowywali istnienie wzniesień i innych elementów krajobrazu, stworzono także tymczasową bazę. Z powietrza odkryto gorące źródło i miejsce wegetacji roślin nazwane Oazą Schirmachera (od 1989 roku znajduje się tam indyjska stacja badawcza Maitri). Nazwa oazy pochodziła od nazwiska pilota, odkrywcy słodkowodnych jezior na tym terenie.
W lutym 1939 roku wyprawa została zakończona, „Schwabenland” powrócił do Niemiec.

## Kolejne ekspedycje
Planowano następne ekspedycje na lata 1939–1940 oraz 1940–1941. Miały one znaleźć dogodne miejsce do polowań na wieloryby, ale przede wszystkim rozszerzyć teren niemieckich roszczeń na Antarktydzie. Prawdopodobnie druga ekspedycja miałaby także zbadać możliwość stworzenia bazy morskiej, dzięki której Niemcy uzyskałyby kontrolę nad południowym Atlantykiem i Oceanem Indyjskim. Wybuch II wojny światowej spowodował odłożenie i ostatecznie anulowanie tych planów.

## Powojenny status
Niemieckie roszczenie terytorialne wobec Nowej Szwabii nigdy nie zostało cofnięte oficjalnie (zazwyczaj, za symboliczną datę jego cofnięcia podaje się dzień podpisania bezwarunkowej kapitulacji III Rzeszy – 8 maja 1945 roku). Istnieje pogląd, że wobec tego ziemie te wciąż oficjalnie pozostają pod władzą Niemiec (choć nie był on nigdy formułowany przez żaden powojenny rząd RFN, NRD lub obecnych Niemiec). Należy zaznaczyć, że inne państwa nie uznawały niemieckich praw do Nowej Szwabii przed rokiem 1945, i później; a oba państwa niemieckie zostały w latach 70. XX w. sygnatariuszami Traktatu Antarktycznego zawieszającego wszelkie roszczenia wobec Antarktydy.

## Nowa Szwabia dziś
Określenie Nowa Szwabia bywa używane na mapach Antarktydy jako nazwa geograficzna. Na tym terenie znajduje się niemiecka stacja badawcza Neumayer.
Ziemia Królowej Maud obejmująca teren Nowej Szwabii do dziś jest uznawana przez Norwegię za podległe jej terytorium.